# Casa de Pilatos
A Casa de Pilatos é um palácio localizado na cidade espanhola de Sevilha, pertencente à Casa de Medinaceli. Foi edificado em 1490 mesclando os estilos renascentista italiano e o mudejar espanhol, e é considerado como um protótipo de palácio andaluz.